# 엔터 더 이글
엔터 더 이글(渾身是膽: Enter The Eagles)은 홍콩에서 제작된 원규 감독의 1998년 영화이다. 이향응 등이 주연으로 출연하였고 진석강 등이 제작에 참여하였다.

## 출연

### 주연
- 이향응
- 왕민덕
- 진소춘
- 원영의
- 베니 어키데즈
- 마이클 이안 램버트

## 제작진
- 미술: 마광영
- 의상: 풍군맹
- 무술감독: 위안더